# Церр, Антон Иоганн
Антон Иоганн Церр (нем. Anton Johann Zerr; 10 марта 1849 года — 15 декабря 1932 года) — епископ Тираспольской епархии Римско-католической церкви.

## Биография
Антон Иоганн Церр родился 10 марта 1849 года в немецкой причерноморской колонии Францфельд (совр. село Надлиманское, Украина) и был третьим сыном в семье российских немцев-католиков Петера Церра и Анны Марии Браун. Предки его были выходцами из Эльзаса. Обучался в саратовской католической семинарии, которую окончил в 1871 году. 11 марта 1872 года рукоположен в священники. Служил в нескольких католических приходах немцев Поволжья, с 1878 года стал преподавателем саратовской семинарии. В совершенстве владел немецким, русским и французским языками.
15 марта 1883 года назначен викарным епископом Тираспольской епархии с центром в Саратове. Епископская хиротония состоялась 3 июня 1883 года в храме святой Екатерины в Санкт-Петербурге, Церр стал титулярным епископом Диоклетианополя.
30 декабря 1889 года папа Лев XIII назначил Церра епископом Тираспольской епархии, предварительно кандидатура Церра была одобрена российскими властями. Император Александр III даровал Церру дворянский титул и наградил несколькими орденами. Церр стал первым тираспольским епископом, которому российские власти разрешили посетить Рим и встретиться с папой римским. Около 1900 года здоровье епископа резко ухудшилось, он несколько раз подавал прошение об отставке, которая была удовлетворена в 1901 году (по другим данным — в 1902).
Выйдя в отставку Церр проходил курсы лечения в Феодосии и Тифлисе и смог отчасти поправить здоровье. Много занимался научной работой и исследованиями в церковных архивах. Церр также был одним из первых эсперантистов.
В 1918 году, во время гражданской войны в России, действующий тираспольский епископ Иосиф Алоиз Кесслер был вынужден оставить Саратов и перенести резиденцию в Одессу. В это время Антон Церр оказывал ему помощь, в частности преподавал в семинарии, также эвакуированной из Саратова в Одесский регион. К 1926 году Церр остался единственным оставшимся на свободе католическим епископом на территории бывшего СССР, но не имел никаких административных полномочий. Святой Престол планировал поручить ему миссию рукоположения новых епископов, но строгое и тщательное наблюдение за епископом со стороны органов НКВД не позволило реализовать план. Тем не менее, Церр не был репрессирован и умер в 1932 году в селе Кандель (совр. Лиманское, Украина) на свободе.